# Zlata bula iz Riminija
Zlata bula iz Riminija je bil odlok cesarja Friderika II., objavljen v Riminiju marca 1226. Cesar je z njim Tevtonskemu redu v Prusiji podelil in potrdil privilegij osvajanja in pridobivanja ozemlja.
Po mnenju zgodovinarja Tomasza Jasińskega je bila bula dejansko izdana leta 1235 in zavestno predatirana v leto 1226. Bula je bila prvi v nizu dokumentov, ki je vključeval Krušviški sporazum iz leta 1230 in papeško Zlato bulo iz Rietija iz leta 1234.

## Ozadje
Pjastovski vojvoda Konrad I. Mazovski se je od leta 1209 odpravil na več vojaških pohodov proti poganskim Starim Prusom. Leta 1217 je papež Honorij III. pooblastil škofa Kristijana iz Olive, naj pohode označi za prusko križarsko vojno. Leta 1222/1223 je Konrad poskušal podrediti prusko deželo Helmno (Culmerland) vzhodno od reke Visle. Ob podpori svojih poljskih bratrancev Lešeka I. Belega in Henrika I. Bradatega je bil sprva uspešen, vendar se je na koncu soočil  z neusmiljenimi pruskimi protinapadi in vdori prek meja v Mazovijo. Vojaški Dobrinski red, ki ga je ustanovil škof Kristijan leta 1225 (ali 1228), ni imel dovolj moči, da bi uspešno ustavil Pruse, in je bil kmalu uničen. Pruske sile so nazadnje ogrozile celovitost Konradovega vojvodstva in napadle njegovo rezidenco na gradu Płock. Konrad se je leta 1226 začel pogajati s Tevtonskim redom, da bi združili sile in stabilizirali razmere.
Tevtonski red pod poveljstvom velikega mojstra Hermanna von Salza je bil od leta 1211 v Burzenlandu v Transilvaniji. Viteze je tja poklical ogrski kralj Andrej II., da bi  stabilizirali vzhodno ogrsko mejo in ga branili pred Kumani. Ko so tevtonski vitezi pozkušali v Transilvaniji ustanoviti avtonomno meniško kneževino, podrejeno izključno papežu Honoriju III., jih je kralj leta 1225 izgnal. Von Salza je odlagal odhod v Prusijo, dokler mu ni cesar Svetega rimskega cesarstva neposredno potrdil, da bo Prusija posest Tevtonskega reda.

## Bula
Viteze naj bi podprl vojvoda Konrad I. Mazovski v zameno za osvojeno ozemlje:
...našega zvestega brata Hermanna, vrednega gospodarja Svete hiše bolnišnice sv. Marije Nemške v Jeruzalemu [tj. Tevtonskega reda] … Naš predani Konrad (Chünradus), vojvoda Mazovije in Kujavije (Cuiaviae), obljublja in se zavezuje, da bo  poskrbel zanj in njegove brate iz dežele, ki se imenuje Helmno  (terra quae vocatur Culmen) in v drugi deželi, ki je med njegovo mejo (marchiam) in ozemlji Prusov (confinia Prutenorum), da bi lahko resno prevzeli nalogo in bili  pripravljeni podati se na invazijo in pridobitev dežele Prusije (terram Prusciae) v čast in slavo pravega Boga.
Mi [Friderik II.]... še posebej zato, ker je dežela pod izključno oblastjo cesarstva (submonarchy imperii), pri čemer zaupamo tudi v presojo  (prudentia) istega mojstra, ker je človek mogočen v dejanju in besedi in se s svojo in bratovsko vztrajnostjo mogočno loteva in možato izvaja osvojitev te dežele ... in čeprav so mnogi zaman moledovali v številnih naporih v tem poslu in  obupali (defecerunt), podeljujem deželo Prusijo temu mojstru in silam  njegovega reda in vsem tistimim, ki [jo] nameravajo napasti  ...
Cesarjevo bulo je podpisalo veliko število knezov, nadškofje Magdeburga, Ravenne, Tira, Palerma in Reggiae, škofje Bologne, Riminija, Cesene, Mantove in Tortose, vojvode Saške in Spoleta ter mejni grof Montferraški.

## Kasnejši potrditvi

### Krušviški sporazum
Vojvoda Konrad dejansko ni imel namena odstopiti dežele Helmno in je sprva podprl škofa Kristijana iz Olive pri ustanovitvi Dobrinskega reda (Fratres Militiae Christi). Konrad je nekaj bratom podelil Dobrinsko deželo, vendar ti niso mogli zavarovati meja Mazovije. Tevtonski red  se je nameraval pridružiti Konradu šele po prejemu njegovega jamstva in pridobitvi papeške bule. 16. junija 1230 naj bi bil podpisan Krušviški mirovni sporazum, po katerem je vojvoda Konrad prepustil deželo Helmno in vse druge osvojitve v Prusiji Tevtonskemu viteškemu redu, ki ga je zastopal veliki mojster Hermann von Salza. Livonski bratje meča in Dobrinski red sta bila leta 1237 vključena v Tevtonski red. 
Besedilo sporazuma je znano le iz kasnejših sklicev, ker izvirnik ni ohranjen. Po mnenju zgodovinarja Maxa Perlbacha (1848-1921) je Tevtonski red dokument ponaredil, da bi okrepil pravno podlago za svoje posvetne posesti.

### Zlata bula iz Rietija
Leta 1234 je papež Gregor IX. izdal Zlato bulo iz Rietija (Pietati proximum), ki je predstavljala pisno pooblastilo za vsa predhodna ustna soglasja, dana avgusta in septembra 1230 v Krušviškem sporazumu, in potrdila vse prejšnje dogovore. Bula je potrdila prevlado Tevtonskega reda nad deželo Helmno vzhodno od spodnjega toka reke Visle in nad katerim koli drugim ozemljem, ki bi ga  osvojil Tevtonski red v Prusiji (»v večno in absolutno last«). Ta ozemlja niso smela postati fevd nobene druge posvetne ali cerkvene oblasti. Rimska kurija je s tem napovedala, da bo red odgovoren izključno papežu, kljub temu pa je von Salza vztrajal tudi pri pisni razglasitvi.
Bulo je ponovno potrdil papež Aleksander IV. leta 1257.